# Orientierungslauf-Weltmeisterschaften

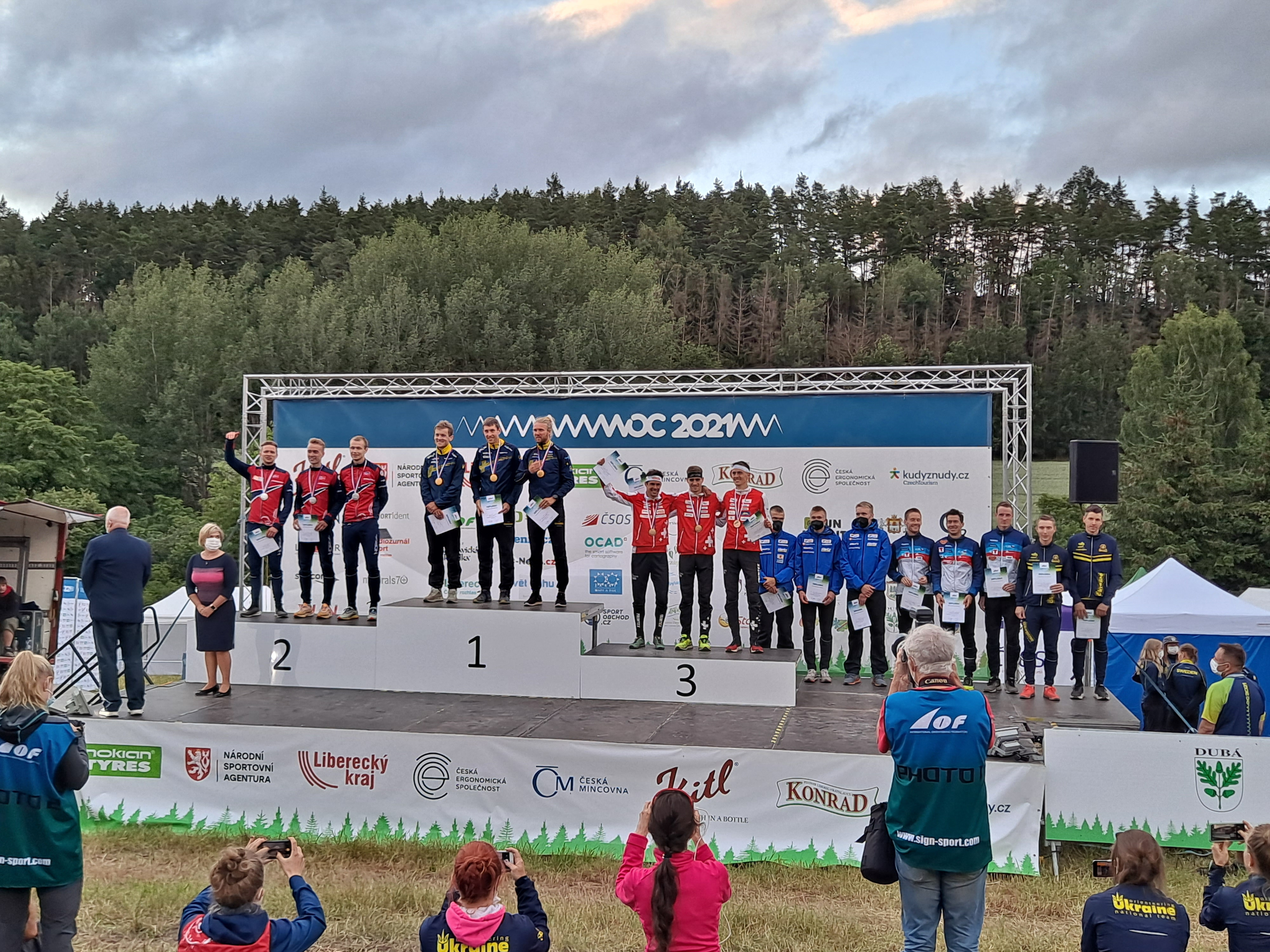
Siegerehrung der Herren-Staffel, WOC 2021

Die Orientierungslauf-Weltmeisterschaften (engl. World Orienteering Championships, kurz WOC) werden vom Orientierungslauf-Weltverband (IOF) seit 1966 ausgetragen. Bis 2003 wurden Weltmeisterschaften im Orientierungslauf alle zwei Jahre ausgetragen (mit einer Ausnahme, der Weltmeisterschaften 1979). Seit 2003 finden sie jedes Jahr statt.
Ursprünglich gab es mit einem Einzelwettkampf und einer Staffel nur zwei Disziplinen. 1991 wurde mit der Kurzdistanz eine weitere Disziplin in das Weltmeisterschafts-Programm aufgenommen. Seit 2001 gibt es einen eigenen Sprintwettbewerb (Siegerzeit etwa 15 Minuten) und 2003 wurde die Kurzdistanz durch eine Mitteldistanz (Siegerzeit zwischen 30 und 40 Minuten) ersetzt. Der frühere sogenannte Einzelwettkampf wird heute unter dem Namen Langdistanz (Siegerzeit zwischen 60 und 90 Minuten) ausgetragen. 2014 wurde mit der Sprintstaffel für Mixedteams ein weiterer Wettbewerb eingeführt. Im Gegenzug wurden die Qualifikationsläufe über die Mittel- und Langdistanz gestrichen. Die Startplatzvergabe erfolgt bei diesen beiden Wettbewerben seitdem über eine Rangliste (siehe Rangliste zur Startplatzvergabe bei Orientierungslauf-Weltmeisterschaften). Ab 2019 wurden die Weltmeisterschaften in eine Wald- und eine Sprint-WM aufgeteilt, die jeweils alternierend stattfinden. In diesem Zusammenhang wurde die neue Disziplin Knock-Out-Sprint eingeführt sowie die Qualifikationsläufe über die Mitteldistanz wieder eingeführt. Die für 2020 vorgesehene erste Sprint-WM in Dänemark konnte infolge der Corona-Pandemie aber nicht durchgeführt werden. Für 2021 war in Tschechien eine Wald-WM vorgesehen. Als Ersatz für die ausgefallene WM im Vorjahr wurden deshalb erneut alle fünf bis 2018 geltenden Disziplinen durchgeführt. 2022 konnte die 2020 ausgefallene Sprint-WM nachgeholt werden. 
Aktuell gliedert sich das offizielle Weltmeisterschaftsprogramm wie folgt:
Sprint-WM (gerade Jahre):
- Sprint (mit Qualifikation)
- Knock-Out-Sprint
- Mixed-Sprintstaffel

Wald-WM (ungerade Jahre):
- Mitteldistanz (mit Qualifikation)
- Langdistanz
- Staffel

Seit der Aufteilung der Weltmeisterschaften in Sprint- und Wald-WM, werden auch die Europameisterschaften jährlich durchgeführt, wobei jeweils diejenigen Disziplinen angeboten werden, die an den Weltmeisterschaften nicht im Programm stehen. 
Die Weltmeisterschaften der Junioren finden getrennt von den Aktiven statt.

## Austragungsorte
| Jahr | Datum                  | Austragungsland                 | Austragungsort              | Anmerkungen |
| ---- | ---------------------- | ------------------------------- | --------------------------- | ----------- |
| 1966 | 1. bis 2. Oktober      | Finnland                        | Fiskars                     |             |
| 1968 | 28. bis 29. September  | Schweden                        | Linköping                   |             |
| 1970 | 27. bis 29. September  | Deutsche Demokratische Republik | Friedrichroda               |             |
| 1972 | 14. bis 16. September  | Tschechoslowakei                | Staré Splavy                |             |
| 1974 | 20. bis 22. September  | Dänemark                        | Silkeborg                   |             |
| 1976 | 24. bis 26. September  | Vereinigtes Königreich          | Aviemore                    |             |
| 1978 | 15. bis 17. September  | Norwegen                        | Kongsberg                   |             |
| 1979 | 2. bis 4. September    | Finnland                        | Tampere                     |             |
| 1981 | 4. bis 6. September    | Schweiz                         | Thun                        |             |
| 1983 | 1. bis 4. September    | Ungarn                          | Zalaegerszeg                |             |
| 1985 | 4. bis 6. September    | Australien                      | Bendigo                     |             |
| 1987 | 3. bis 5. September    | Frankreich                      | Gérardmer                   |             |
| 1989 | 17. bis 20. August     | Schweden                        | Skaraborg                   |             |
| 1991 | 21. bis 25. August     | Tschechoslowakei                | Mariánské Lázně             |             |
| 1993 | 9. bis 14. Oktober     | Vereinigte Staaten              | West Point                  |             |
| 1995 | 15. bis 20. August     | Deutschland                     | Detmold                     |             |
| 1997 | 11. bis 16. August     | Norwegen                        | Grimstad                    |             |
| 1999 | 1. bis 8. August       | Vereinigtes Königreich          | Inverness                   |             |
| 2001 | 29. Juli bis 4. August | Finnland                        | Tampere                     |             |
| 2003 | 3. bis 9. August       | Schweiz                         | Rapperswil/Jona             |             |
| 2004 | 11. bis 19. September  | Schweden                        | Västerås                    |             |
| 2005 | 9. bis 15. August      | Japan                           | Aichi                       |             |
| 2006 | 1. bis 5. August       | Dänemark                        | Århus                       |             |
| 2007 | 18. bis 26. August     | Ukraine                         | Kiew                        |             |
| 2008 | 10. bis 20. Juli       | Tschechien                      | Olomouc                     |             |
| 2009 | 18. bis 23. August     | Ungarn                          | Miskolc                     |             |
| 2010 | 7. bis 15. August      | Norwegen                        | Trondheim                   |             |
| 2011 | 10. bis 20. August     | Frankreich                      | Savoie                      |             |
| 2012 | 14. bis 22. Juli       | Schweiz                         | Lausanne                    |             |
| 2013 | 6. bis 14. Juli        | Finnland                        | Vuokatti                    |             |
| 2014 | 5. bis 13. Juli        | Italien                         | Trentino/Venetien           |             |
| 2015 | 1. bis 7. August       | Vereinigtes Königreich          | Inverness                   |             |
| 2016 | 20. bis 28. August     | Schweden                        | Strömstad & Tanum           |             |
| 2017 | 1. bis 7. Juli         | Estland                         | Otepää                      |             |
| 2018 | 4. bis 11. August      | Lettland                        | Riga & Sigulda              |             |
| 2019 | 12. bis 17. August     | Norwegen                        | Østfold                     | Wald-WM     |
| 2020 | 6. bis 11. Juli        | Dänemark                        | Fredericia, Kolding & Vejle | Sprint-WM   |
| 2021 | 3. bis 9. Juli         | Tschechien                      | Doksy                       |             |
| 2022 | 26. bis 30. Juni       | Dänemark                        | Fredericia, Kolding & Vejle | Sprint-WM   |
| 2023 | 11. bis 16. Juli       | Schweiz                         | Flims & Laax                | Wald-WM     |
| 2024 | 12. bis 16. Juli       | Vereinigtes Königreich          | Edinburgh                   | Sprint-WM   |
| 2025 | 23. bis 29. Juli       | Finnland                        | Kuopio                      | Wald-WM     |
| 2026 |                        | Italien                         | Genua                       | Sprint-WM   |

## Einzel/Klassik/Lang
Dieser Wettbewerb wurde von 1966 bis 1989 Einzel genannt, von 1991 bis 2001 Klassikdistanz und seit 2003 heißt die Disziplin Langdistanz.

### Herren
| Jahr | Gold                 | Silber               | Bronze               | Anmerkungen        |
| ---- | -------------------- | -------------------- | -------------------- | ------------------ |
| 1966 | Åge Hadler           | Aimo Tepsell         | Anders Morelius      | 14,1 km, 11 Posten |
| 1968 | Karl Johansson       | Sture Björk          | Åge Hadler           | 14,7 km, 18 Posten |
| 1970 | Stig Berge           | Karl John            | Dieter Hulliger      | 14,5 km, 19 Posten |
| 1972 | Åge Hadler           | Stig Berge           | Bernt Frilén         | 13,5 km, 18 Posten |
| 1974 | Bernt Frilén         | Jan Fjærestad        | Eystein Weltzien     | 15,9 km, 26 Posten |
| 1976 | Egil Johansen        | Rolf Pettersson      | Svein Jacobsen       | 15,5 km, 24 Posten |
| 1978 | Egil Johansen        | Risto Nuuros         | Simo Nurminen        | 15,7 km, 21 Posten |
| 1979 | Øyvin Thon           | Egil Johansen        | Tore Sagvolden       | 15,1 km, 16 Posten |
| 1981 | Øyvin Thon           | Tore Sagvolden       | Morten Berglia       | 14,1 km, 18 Posten |
| 1983 | Morten Berglia       | Øyvin Thon           | Sigurd Dæhli         | 14,0 km, 24 Posten |
| 1985 | Kari Sallinen        | Tore Sagvolden       | Egil Iversen         | 15,2 km, 23 Posten |
| 1987 | Kent Olsson          | Tore Sagvolden       | Urs Flühmann         | 14,6 km, 21 Posten |
| 1989 | Petter Thoresen      | Kent Olsson          | Håvard Tveite        | 17,7 km, 24 Posten |
| 1991 | Jörgen Mårtensson    | Kent Olsson          | Sixten Sild          | 17,4 km, 25 Posten |
| 1993 | Allan Mogensen       | Jörgen Mårtensson    | Petter Thoresen      | 13,5 km, 19 Posten |
| 1995 | Jörgen Mårtensson    | Janne Salmi          | Carsten Jørgensen    | 16,2 km, 30 Posten |
| 1997 | Petter Thoresen      | Jörgen Mårtensson    | Kjetil Bjørlo        | 13,7 km, 24 Posten |
| 1999 | Bjørnar Valstad      | Carl Henrik Bjørseth | Alain Berger         | 15,7 km, 25 Posten |
| 2001 | Jørgen Rostrup       | Jani Lakanen         | Carl Henrik Bjørseth | 14,4 km, 26 Posten |
| 2003 | Thomas Bührer        | Jurij Omeltschenko   | Emil Wingstedt       | 16,7 km, 34 Posten |
| 2004 | Bjørnar Valstad      | Mattias Karlsson     | Holger Hott Johansen | 17,1 km, 28 Posten |
| 2005 | Andrei Chramow       | Marc Lauenstein      | Holger Hott Johansen | 12,9 km, 29 Posten |
| 2006 | Jani Lakanen         | Marc Lauenstein      | Andrei Chramow       | 17,5 km, 32 Posten |
| 2007 | Matthias Merz        | Andrei Chramow       | Anders Nordberg      | 18,2 km, 28 Posten |
| 2008 | Daniel Hubmann       | Anders Nordberg      | François Gonon       | 17,3 km, 36 Posten |
| 2009 | Daniel Hubmann       | Thierry Gueorgiou    | Mikhail Mamleev      | 17,5 km, 33 Posten |
| 2010 | Olav Lundanes        | Anders Nordberg      | Thierry Gueorgiou    | 15,0 km, 29 Posten |
| 2011 | Thierry Gueorgiou    | Pasi Ikonen          | François Gonon       | 15,8 km, 31 Posten |
| 2012 | Olav Lundanes        | Matthias Merz        | Edgars Bertuks       | 18,3 km, 31 Posten |
| 2013 | Thierry Gueorgiou    | Jani Lakanen         | Edgars Bertuks       | 19,8 km, 18 Posten |
| 2014 | Thierry Gueorgiou    | Daniel Hubmann       | Olav Lundanes        | 16,4 km, 33 Posten |
| 2015 | Thierry Gueorgiou    | Daniel Hubmann       | Olav Lundanes        | 16,4 km, 32 Posten |
| 2016 | Olav Lundanes        | Thierry Gueorgiou    | Daniel Hubmann       | 15,5 km, 30 Posten |
| 2017 | Olav Lundanes        | Leonid Nowikow       | William Lind         | 17,1 km, 25 Posten |
| 2018 | Olav Lundanes        | Ruslan Glibow        | Fabian Hertner       | 16,1 km, 24 Posten |
| 2019 | Olav Lundanes        | Kasper Harlem Fosser | Daniel Hubmann       | 16,6 km, 26 Posten |
| 2021 | Kasper Harlem Fosser | Matthias Kyburz      | Magne Dæehli         | 13,6 km, 29 Posten |
| 2023 | Kasper Harlem Fosser | Matthias Kyburz      | Olli Ojanaho         | 14,0 km, 35 Posten |

### Damen
| Jahr | Gold                       | Silber                       | Bronze                          | Anmerkungen         |
| ---- | -------------------------- | ---------------------------- | ------------------------------- | ------------------- |
| 1966 | Ulla Lindkvist             | Katharina Perch-Nielsen      | Raila Hovi                      | 6,6 km, 6 Posten    |
| 1968 | Ulla Lindkvist             | Ingrid Hadler                | Kerstin Granstedt               | 7,8 km, 10 Posten   |
| 1970 | Ingrid Hadler              | Ulla Lindkvist               | Kristin Danielsen               | 7,5 km, 10 Posten   |
| 1972 | Sarolta Monspart           | Pirjo Seppä                  | Birgitta Larsson                | 7,1 km, 12 Posten   |
| 1974 | Mona Nørgaard              | Kristin Cullman              | Outi Borgenström                | 7,9 km, 14 Posten   |
| 1976 | Liisa Veijalainen          | Kristin Cullman              | Anne Lundmark                   | 8,9 km, 16 Posten   |
| 1978 | Anne Berit Eid             | Liisa Veijalainen            | Wenche Jacobsen                 | 8,6 km, 14 Posten   |
| 1979 | Outi Borgenström           | Liisa Veijalainen            | Monica Andersson                | 8,3 km, 10 Posten   |
| 1981 | Annichen Kringstad         | Brit Volden                  | Karin Rabe                      | 8,7 km, 12 Posten   |
| 1983 | Annichen Kringstad         | Marita Skogum                | Annariita Kottonen              | 8,1 km, 18 Posten   |
| 1985 | Annichen Kringstad         | Brit Volden                  | Christina Blomqvist             | 8,4 km, 14 Posten   |
| 1987 | Arja Hannus                | Karin Rabe                   | Jana Galíková                   | 8,8 km, 15 Posten   |
| 1989 | Marita Skogum              | Jana Galíková                | Alida Abola                     | 9,7 km, 15 Posten   |
| 1991 | Katalin Oláh               | Christina Blomqvist          | Jana Galíková                   | 10,5 km, 16 Posten  |
| 1993 | Marita Skogum              | Annika Viilo                 | Yvette Hague                    | 8,6 km, 14 Posten   |
| 1995 | Katalin Oláh               | Yvette Hague Eija Koskivaara |                                 | 9,7 km, 21 Posten   |
| 1997 | Hanne Staff                | Katarina Borg                | Hanne Sandstad                  | 8,7 km, 17 Posten   |
| 1999 | Kirsi Boström              | Hanne Staff                  | Johanna Asklöf                  | 10,3 km, 18 Posten  |
| 2001 | Simone Luder               | Marika Mikkola               | Reeta Kolkkala                  | 9,7 km, 17 Posten   |
| 2003 | Simone Luder               | Karolina Arewång-Højsgaard   | Brigitte Wolf                   | 11,8 km, 19 Posten  |
| 2004 | Karolina Arewång-Højsgaard | Hanne Staff                  | Marika Mikkola                  | 11,02 km, 25 Posten |
| 2005 | Simone Niggli-Luder        | Heli Jukkola                 | Vroni König-Salmi               | 8,8 km, 21 Posten   |
| 2006 | Simone Niggli-Luder        | Marianne Andersen            | Dana Brožková                   | 11,7 km, 24 Posten  |
| 2007 | Minna Kauppi Heli Jukkola  |                              | Simone Niggli-Luder             | 11,9 km, 23 Posten  |
| 2008 | Dana Brožková              | Marianne Andersen            | Annika Billstam                 | 11,9 km, 24 Posten  |
| 2009 | Simone Niggli-Luder        | Marianne Andersen            | Minna Kauppi                    | 11,8 km, 27 Posten  |
| 2010 | Simone Niggli-Luder        | Marianne Andersen            | Emma Claesson                   | 9,9 km, 23 Posten   |
| 2011 | Annika Billstam            | Dana Brožková                | Helena Jansson                  | 10,3 km, 21 Posten  |
| 2012 | Simone Niggli-Luder        | Minna Kauppi                 | Annika Billstam                 | 12,4 km, 23 Posten  |
| 2013 | Simone Niggli-Luder        | Tove Alexandersson           | Lena Eliasson                   | 13,9 km, 12 Posten  |
| 2014 | Swetlana Mironowa          | Tove Alexandersson           | Judith Wyder                    | 11,0 km, 23 Posten  |
| 2015 | Ida Bobach                 | Mari Fasting                 | Swetlana Mironowa               | 9,7 km, 19 Posten   |
| 2016 | Tove Alexandersson         | Natalia Gemperle             | Anne Margrethe Hausken Nordberg | 11,2 km, 18 Posten  |
| 2017 | Tove Alexandersson         | Maja Alm                     | Natalia Gemperle                | 11,4 km, 20 Posten  |
| 2018 | Tove Alexandersson         | Maja Alm                     | Sabine Hauswirth                | 9,9 km, 18 Posten   |
| 2019 | Tove Alexandersson         | Lina Strand                  | Simona Aebersold                | 11,7 km, 21 Posten  |
| 2021 | Tove Alexandersson         | Natalia Gemperle             | Simona Aebersold                | 9,5 km, 21 Posten   |
| 2023 | Simona Aebersold           | Tove Alexandersson           | Andrine Benjaminsen             | 11,0 km, 23 Posten  |

## Kurz
Dieser Wettbewerb wurde von 1991 bis 2001 ausgetragen, bevor er im Weltmeisterschafts-Programm durch die Mitteldistanz ersetzt wurde.

### Herren
| Jahr | Gold               | Silber            | Bronze           | Anmerkungen       |
| ---- | ------------------ | ----------------- | ---------------- | ----------------- |
| 1991 | Petr Kozák         | Kent Olsson       | Martin Johansson | 5,8 km, 10 Posten |
| 1993 | Petter Thoresen    | Timo Karppinen    | Martin Johansson | 4,7 km, 14 Posten |
| 1995 | Jurij Omeltschenko | Jörgen Mårtensson | Bjørnar Valstad  | 5,6 km, 18 Posten |
| 1997 | Janne Salmi        | Timo Karppinen    | Bjørnar Valstad  | 4,2 km, 16 Posten |
| 1999 | Jørgen Rostrup     | Juha Peltola      | Janne Salmi      | 4,5 km, 17 Posten |
| 2001 | Pasi Ikonen        | Tore Sandvik      | Jørgen Rostrup   | 4,1 km, 15 Posten |

### Damen
| Jahr | Gold                | Silber          | Bronze                          | Anmerkungen       |
| ---- | ------------------- | --------------- | ------------------------------- | ----------------- |
| 1991 | Jana Cieslarová     | Ada Kuchařová   | Marita Skogum                   | 5,5 km, 9 Posten  |
| 1993 | Anna Bogren         | Marita Skogum   | Eija Koskivaara                 | 3,7 km, 11 Posten |
| 1995 | Marie-Luce Romanens | Yvette Hague    | Marlena Jansson Anna Bogren     | 4,6 km, 14 Posten |
| 1997 | Lucie Böhm          | Hanne Sandstad  | Hanne Staff Marie-Luce Romanens | 3,3 km, 13 Posten |
| 1999 | Yvette Baker        | Lucie Böhm      | Frauke Schmitt Gran             | 3,6 km, 13 Posten |
| 2001 | Hanne Staff         | Jenny Johansson | Gunilla Svärd                   | 3,6 km, 11 Posten |

## Mittel
Dieser Wettbewerb wurde 2003 in das WM-Programm aufgenommen.

### Herren
| Jahr | Gold                 | Silber            | Bronze                           | Anmerkungen       |
| ---- | -------------------- | ----------------- | -------------------------------- | ----------------- |
| 2003 | Thierry Gueorgiou    | Bjørnar Valstad   | Øystein Kristiansen              | 5,0 km, 21 Posten |
| 2004 | Thierry Gueorgiou    | Walentin Nowikow  | Anders Nordberg                  | 6,3 km, 18 Posten |
| 2005 | Thierry Gueorgiou    | Chris Terkelsen   | Jarkko Huovila                   | 5,0 km, 13 Posten |
| 2006 | Holger Hott Johansen | Jarkko Huovila    | Jamie Stevenson                  | 6,3 km, 23 Posten |
| 2007 | Thierry Gueorgiou    | Tero Föhr         | Walentin Nowikow                 | 6,2 km, 17 Posten |
| 2008 | Thierry Gueorgiou    | Michal Smola      | Walentin Nowikow                 | 6,8 km, 27 Posten |
| 2009 | Thierry Gueorgiou    | Daniel Hubmann    | Matthias Merz                    | 6,8 km, 25 Posten |
| 2010 | Carl Waaler Kaas     | Peter Öberg       | Thierry Gueorgiou Daniel Hubmann | 5,4 km, 20 Posten |
| 2011 | Thierry Gueorgiou    | Peter Öberg       | Olav Lundanes                    | 5,4 km, 21 Posten |
| 2012 | Edgars Bertuks       | Walentin Nowikow  | Fabian Hertner                   | 6,5 km, 20 Posten |
| 2013 | Leonid Nowikow       | Thierry Gueorgiou | Gustav Bergman                   | 6,3 km, 9 Posten  |
| 2014 | Olav Lundanes        | Fabian Hertner    | Oleksandr Kratow                 | 5,9 km, 19 Posten |
| 2015 | Daniel Hubmann       | Lucas Basset      | Olle Boström                     | 6,2 km, 25 Posten |
| 2016 | Matthias Kyburz      | Olav Lundanes     | Daniel Hubmann                   | 6,3 km, 25 Posten |
| 2017 | Thierry Gueorgiou    | Fabian Hertner    | Oleksandr Kratow                 | 6,1 km, 24 Posten |
| 2018 | Eskil Kinneberg      | Daniel Hubmann    | Florian Howald                   | 5,9 km, 19 Posten |
| 2019 | Olav Lundanes        | Gustav Bergman    | Magne Dæhli                      | 6,1 km, 23 Posten |
| 2021 | Matthias Kyburz      | Gustav Bergman    | Ruslan Glibow                    | 5,4 km, 24 Posten |
| 2023 | Matthias Kyburz      | Joey Hadorn       | Jannis Bonek                     | 5,9 km, 22 Posten |

### Damen
| Jahr | Gold                | Silber              | Bronze                       | Anmerkungen       |
| ---- | ------------------- | ------------------- | ---------------------------- | ----------------- |
| 2003 | Simone Luder        | Hanne Staff         | Heli Jukkola                 | 4,5 km, 18 Posten |
| 2004 | Hanne Staff         | Tatjana Rjabkina    | Heli Jukkola                 | 5,2 km, ? Posten  |
| 2005 | Simone Niggli-Luder | Jenny Johansson     | Minna Kauppi                 | 4,1 km, 13 Posten |
| 2006 | Simone Niggli-Luder | Marianne Andersen   | Tatjana Rjabkina             | 5,2 km, 22 Posten |
| 2007 | Simone Niggli-Luder | Heli Jukkola        | Marianne Andersen            | 5,1 km, 14 Posten |
| 2008 | Minna Kauppi        | Vroni König-Salmi   | Radka Brožková               | 4,8 km, 23 Posten |
| 2009 | Dana Brožková       | Marianne Andersen   | Simone Niggli-Luder          | 5,3 km, 22 Posten |
| 2010 | Minna Kauppi        | Simone Niggli-Luder | Marianne Andersen            | 4,5 km, 17 Posten |
| 2011 | Helena Jansson      | Ida Bobach          | Judith Wyder                 | 3,8 km, 16 Posten |
| 2012 | Minna Kauppi        | Tove Alexandersson  | Tatjana Rjabkina             | 5,5 km, 18 Posten |
| 2013 | Simone Niggli-Luder | Tove Alexandersson  | Merja Rantanen               | 5,1 km, 9 Posten  |
| 2014 | Annika Billstam     | Ida Bobach          | Tove Alexandersson           | 5,0 km, 16 Posten |
| 2015 | Annika Billstam     | Merja Rantanen      | Emma Johansson               | 5,3 km, 21 Posten |
| 2016 | Tove Alexandersson  | Heidi Bagstevold    | Natalia Gemperle             | 5,1 km, 21 Posten |
| 2017 | Tove Alexandersson  | Marianne Andersen   | Venla Harju                  | 5,1 km, 21 Posten |
| 2018 | Natalia Gemperle    | Marika Teini        | Isia Basset                  | 4,8 km, 17 Posten |
| 2019 | Tove Alexandersson  | Simona Aebersold    | Natalia Gemperle Venla Harju | 5,1 km, 21 Posten |
| 2021 | Tove Alexandersson  | Andrine Benjaminsen | Simona Aebersold             | 4,5 km, 20 Posten |
| 2023 | Tove Alexandersson  | Natalia Gemperle    | Hanna Lundberg               | 4,8 km, 20 Posten |

## Sprint
Dieser Wettbewerb wurde 2001 in das WM-Programm aufgenommen.

### Herren
| Jahr | Gold                   | Silber                            | Bronze             | Anmerkungen        |
| ---- | ---------------------- | --------------------------------- | ------------------ | ------------------ |
| 2001 | Jimmy Birklin          | Pasi Ikonen                       | Jörgen Olsson      | 2,66 km, 12 Posten |
| 2003 | Jamie Stevenson        | Rudolf Ropek                      | Thierry Gueorgiou  | 2,8 km, 18 Posten  |
| 2004 | Niclas Jonasson        | Håkan Eriksson Jurij Omeltschenko |                    | 3,06 km, 13 Posten |
| 2005 | Emil Wingstedt         | Daniel Hubmann                    | Jani Lakanen       | 2,4 km, 14 Posten  |
| 2006 | Emil Wingstedt         | Daniel Hubmann                    | Claus Bloch        | 3,1 km, 21 Posten  |
| 2007 | Thierry Gueorgiou      | Matthias Merz                     | Martin Johansson   | 3,2 km, 14 Posten  |
| 2008 | Andrei Chramow         | Daniel Hubmann                    | Martin Johansson   | 3 km, 17 Posten    |
| 2009 | Andrei Chramow         | Fabian Hertner                    | Daniel Hubmann     | 3,2 km, 22 Posten  |
| 2010 | Matthias Müller        | Fabian Hertner                    | Frédéric Tranchand | 2,7 km, 21 Posten  |
| 2011 | Daniel Hubmann         | Anders Holmberg                   | Matthias Müller    | 2,5 km, 20 Posten  |
| 2012 | Matthias Kyburz        | Matthias Merz                     | Matthias Müller    | 4,0 km, 20 Posten  |
| 2013 | Mårten Boström         | Scott Fraser                      | Jonas Leandersson  | 3,9 km, 24 Posten  |
| 2014 | Søren Bobach           | Daniel Hubmann                    | Tue Lassen         | 4,4 km, 20 Posten  |
| 2015 | Jonas Leandersson      | Martin Hubmann                    | Jerker Lysell      | 4,1 km, 23 Posten  |
| 2016 | Jerker Lysell          | Matthias Kyburz                   | Daniel Hubmann     | 4,1 km, 22 Posten  |
| 2017 | Daniel Hubmann         | Frédéric Tranchand                | Jerker Lysell      | 4,0 km, 15 Posten  |
| 2018 | Daniel Hubmann         | Tim Robertson                     | Andreas Kyburz     | 4,3 km, 18 Posten  |
| 2021 | Isac von Krusenstierna | Kasper Harlem Fosser              | Tim Robertson      | 3,9 km, 24 Posten  |
| 2022 | Kasper Harlem Fosser   | Gustav Bergman                    | Yannick Michiels   | 4,3 km, 22 Posten  |

### Damen
| Jahr | Gold                   | Silber                     | Bronze               | Anmerkungen        |
| ---- | ---------------------- | -------------------------- | -------------------- | ------------------ |
| 2001 | Vroni König-Salmi      | Johanna Asklöf             | Simone Luder         | 2,24 km, 10 Posten |
| 2003 | Simone Luder           | Marie-Luce Romanens        | Jenny Johansson      | 2,6 km, 17 Posten  |
| 2004 | Simone Niggli-Luder    | Karolina Arewång-Højsgaard | Elisabeth Ingvaldsen | 2,56 km, 11 Posten |
| 2005 | Simone Niggli-Luder    | Anne Margrethe Hausken     | Heather Monro        | 2,1 km, 12 Posten  |
| 2006 | Hanny Allston          | Simone Niggli-Luder        | Kajsa Nilsson        | 2,7 km, 15 Posten  |
| 2007 | Simone Niggli-Luder    | Minna Kauppi               | Lena Eliasson        | 2,5 km, 14 Posten  |
| 2008 | Anne Margrethe Hausken | Minna Kauppi               | Helena Jansson       | 2,5 km, 17 Posten  |
| 2009 | Helena Jansson         | Linnea Gustafsson          | Simone Niggli-Luder  | 2,6 km, 18 Posten  |
| 2010 | Simone Niggli-Luder    | Helena Jansson             | Marianne Andersen    | 2,6 km, 21 Posten  |
| 2011 | Linnea Gustafsson      | Helena Jansson             | Lena Eliasson        | 2,2 km, 19 Posten  |
| 2012 | Simone Niggli-Luder    | Maja Alm                   | Annika Billstam      | 3,7 km, 19 Posten  |
| 2013 | Simone Niggli-Luder    | Annika Billstam            | Venla Niemi          | 3,4 km, 21 Posten  |
| 2014 | Judith Wyder           | Tove Alexandersson         | Maja Møller Alm      | 4,05 km, 18 Posten |
| 2015 | Maja Alm               | Nadiya Volynska            | Galina Winogradowa   | 3,8 km, 21 Posten  |
| 2016 | Maja Alm               | Judith Wyder               | Anastasia Denisowa   | 3,7 km, 20 Posten  |
| 2017 | Maja Alm               | Natalia Gemperle           | Galina Winogradowa   | 3,4 km, 13 Posten  |
| 2018 | Maja Alm               | Tove Alexandersson         | Judith Wyder         | 3,8 km, 17 Posten  |
| 2021 | Tove Alexandersson     | Natalia Gemperle           | Maja Alm             | 3,5 km, 20 Posten  |
| 2022 | Megan Carter Davies    | Simona Aebersold           | Alice Leake          | 3,8 km, 19 Posten  |

## Knock-Out-Sprint
Dieser Wettbewerb wurde 2022 in das WM-Programm aufgenommen.

### Herren
| Jahr | Gold            | Silber        | Bronze             |
| ---- | --------------- | ------------- | ------------------ |
| 2022 | Matthias Kyburz | August Mollen | Jonatan Gustafsson |

### Damen
| Jahr | Gold               | Silber              | Bronze         |
| ---- | ------------------ | ------------------- | -------------- |
| 2022 | Tove Alexandersson | Megan Carter Davies | Eef van Dongen |

## Sprintstaffel
Dieser Wettbewerb wurde 2014 das erste Mal ausgetragen.
| Jahr | Gold                                                                      | Silber                                                                                              | Bronze                                                                         |
| ---- | ------------------------------------------------------------------------- | --------------------------------------------------------------------------------------------------- | ------------------------------------------------------------------------------ |
| 2014 | Schweiz Rahel Friederich Martin Hubmann Matthias Kyburz Judith Wyder      | Dänemark Emma Klingenberg Tue Lassen Søren Bobach Maja Møller Alm                                   | Russland Anastassija Tichonowa Gleb Tichonow Andrei Chramow Galina Winogradowa |
| 2015 | Dänemark Emma Klingenberg Tue Lassen Søren Bobach Maja Møller Alm         | Norwegen Elise Egseth Håkon Jarvis Westergård Øystein Kvaal Østerbø Anne Margrethe Hausken Nordberg | Russland Tatyana Riabkina Gleb Tichonow Andrei Chramow Galina Winogradowa      |
| 2016 | Dänemark Cecilie Friberg Klysner Tue Lassen Søren Bobach Maja Alm         | Schweiz Rahel Friederich Florian Howald Martin Hubmann Judith Wyder                                 | Schweden Lina Strand Gustav Bergman Jonas Leandersson Helena Jansson           |
| 2017 | Schweden Lina Strand Jerker Lysell Jonas Leandersson Helena Jansson       | Dänemark Cecilie Friberg Klysner Andreas Hougaard Boesen Tue Lassen Maja Alm                        | Schweiz Elena Roos Florian Howald Martin Hubmann Sabine Hauswirth              |
| 2018 | Schweden Tove Alexandersson Emil Svensk Jonas Leandersson Karolin Ohlsson | Schweiz Elena Roos Florian Howald Fabian Hertner Judith Wyder                                       | Dänemark Amanda Falck Weber Tue Lassen Jakob Edsen Maja Alm                    |
| 2021 | Schweden Tove Alexandersson Emil Svensk Gustav Bergman Sara Hagström      | Norwegen Victoria Hæstad Bjørnstad Audun Heimdal Kasper Harlem Fosser Andrine Benjaminsen           | Schweiz Simona Aebersold Joey Hadorn Martin Hubmann Elena Roos                 |
| 2022 | Schweden Lina Strand Max Peter Bejmer Gustav Bergman Tove Alexandersson   | Vereinigtes Königreich Charlotte Ward Ralph Street Kristian Jones Megan Carter Davies               | Norwegen Ane Dyrkorn Lukas Liland Kasper Harlem Fosser Andrine Benjaminsen     |

## Staffel

### Herren
| Jahr | Gold                                                                       | Silber                                                                             | Bronze                                                                          |
| ---- | -------------------------------------------------------------------------- | ---------------------------------------------------------------------------------- | ------------------------------------------------------------------------------- |
| 1966 | Schweden Bertil Norman Karl Johansson Anders Morelius Göran Öhlund         | Finnland Erkki Kohvakka Rolf Koskinen Juhani Salmenkylä Aimo Tepsell               | Norwegen Dagfinn Olsen Ola Skarholt Åge Hadler Stig Berge                       |
| 1968 | Schweden Sture Björk Karl Johansson Sten-Olof Carlström Göran Öhlund       | Finnland Rolf Koskinen Veijo Tahvanainen Juhani Salmenkylä Markku Salminen         | Norwegen Per Fosser Ola Skarholt Stig Berge Åge Hadler                          |
| 1970 | Norwegen Ola Skarholt Stig Berge Per Fosser Åge Hadler                     | Schweden Björn Nordin Karl Johansson Sture Björk Bernt Frilén                      | Tschechoslowakei Zdeněk Lenhart Bohuslav Beránek Jaroslav Jašek Svatoslav Galík |
| 1972 | Schweden Lennart Carlström Rolf Pettersson Arne Johansson Bernt Frilén     | Schweiz Dieter Hulliger Dieter Wolf Bernard Marti Karl John                        | Ungarn Zoltán Boros János Sőtér Géza Vajda András Hegedűs                       |
| 1974 | Schweden Rolf Pettersson Gunnar Ohlund Arne Johansson Bernt Frilén         | Finnland Hannu Mäkirinta Markku Salminen Risto Nuuros Seppo Väli-Klemelä           | Norwegen Svein Jacobsen Jan Fjærestad Ivar Formo Eystein Weltzien               |
| 1976 | Schweden Erik Johansson Gert Pettersson Arne Johansson Rolf Pettersson     | Norwegen Jan Fjærestad Øystein Halvorsen Svein Jacobsen Egil Johansen              | Finnland Hannu Mäkirinta Markku Salminen Matti Mäkinen Kimmo Rauhamäki          |
| 1978 | Norwegen Jan Fjærestad Sven Jacobsen Egil Johansen Eystein Weltzien        | Schweden Rolf Pettersson Lars Lönnkvist Kjell Lauri Olle Nåbo                      | Finnland Urho Kujala Jarmo Karvonen Simo Nurminen Risto Nuuros                  |
| 1979 | Schweden Rolf Pettersson Kjell Lauri Lars Lönnkvist Bjorn Rosendahl        | Finnland Seppo Keskinarkaus Hannu Kottonen Risto Nuuros Ari Anjala                 | Tschechoslowakei Petr Uher Zdeněk Lenhart Jiří Ticháček Jaroslav Kačmarčík      |
| 1981 | Norwegen Øyvin Thon Harald Thon Tore Sagvolden Sigurd Dæhli                | Schweden Lars-Henrik Undeland Bengt Levin Jörgen Mårtensson Lars Lönnkvist         | Finnland Kari Sallinen Ari Anjala Seppo Rytkönen Hannu Kottonen                 |
| 1983 | Norwegen Morten Berglia Øyvin Thon Tore Sagvolden Harald Thon              | Tschechoslowakei Vlastimil Uchytil Pavel Ditrych Josef Pollák Jaroslav Kačmarčík   | Schweden Bengt Levin Kjell Lauri Lars Lönnkvist Kent Olsson                     |
| 1985 | Norwegen Morten Berglia Atle Hansen Tore Sagvolden Øyvin Thon              | Schweden Lars Palmqvist Michael Wehlin Kjell Lauri Jörgen Mårtensson               | Schweiz Willi Müller Martin Howald Urs Flühmann Alain Gafner                    |
| 1987 | Norwegen Morten Berglia Håvard Tveite Tore Sagvolden Øyvin Thon            | Schweiz Markus Stappung Stefan Bolliger Kaspar Oettli Urs Flühmann                 | Schweden Kent Olsson Hans Melin Jörgen Mårtensson Michael Wehlin                |
| 1989 | Norwegen Øyvin Thon Rolf Vestre Petter Thoresen Håvard Tveite              | Schweden Kent Olsson Michael Wehlin Jörgen Mårtensson Håkan Eriksson               | Finnland Keijo Parkkinen Ari Kattainen Peter Ivars Reijo Mattinen               |
| 1991 | Schweiz Thomas Bührer Alain Berger Urs Flühmann Christian Aebersold        | Norwegen Petter Thoresen Bjørnar Valstad Rolf Vestre Håvard Tveite                 | Finnland Reijo Mattinen Ari Anjala Mika Kuisma Keijo Parkkinen                  |
| 1993 | Schweiz Dominik Humbel Christian Aebersold Urs Flühmann Thomas Bührer      | Vereinigtes Königreich Jonathan Musgrave Martin Bagness Stephen Palmer Steven Hale | Finnland Keijo Parkkinen Mika Kuisma Petri Forsman Timo Karppinen               |
| 1995 | Schweiz Alain Berger Daniel Hotz Christian Aebersold Thomas Bührer         | Finnland Keijo Parkkinen Reijo Mattinen Timo Karppinen Janne Salmi                 | Schweden Lars Holmqvist Jimmy Birklin Johan Ivarsson Jörgen Mårtensson          |
| 1997 | Dänemark Torben Skovlyst Carsten Jørgensen Chris Therkelsen Allan Mogensen | Finnland Timo Karppinen Juha Peltola Mikael Boström Janne Salmi                    | Norwegen Håvard Tveite Bjørnar Valstad Kjetil Bjørlo Petter Thoresen            |
| 1999 | Norwegen Tore Sandvik Bernt Bjørnsgaard Petter Thoresen Bjørnar Valstad    | Finnland Jani Lakanen Juha Peltola Mikael Boström Janne Salmi                      | Schweden Jimmy Birklin Håkan Eriksson Jörgen Olsson Johan Ivarsson              |
| 2001 | Finnland Jani Lakanen Jarkko Huovila Juha Peltola Janne Salmi              | Norwegen Bernt Bjørnsgaard Carl Henrik Bjørseth Tore Sandvik Bjørnar Valstad       | Tschechien Michal Horáček Michal Jedlička Radek Novotný Rudolf Ropek            |
| 2003 | Schweden Niclas Jonasson Mattias Karlsson Emil Wingstedt                   | Finnland Jani Lakanen Jarkko Huovila Mats Haldin                                   | Vereinigtes Königreich Daniel Marston Jon Duncan Jamie Stevenson                |
| 2004 | Norwegen Bjørnar Valstad Øystein Kristiansen Jørgen Rostrup                | Russland Michail Mamlejew Andrei Chramow Walentin Nowikow                          | Schweden Mattias Karlsson Emil Wingstedt Niclas Jonasson                        |
| 2005 | Norwegen Holger Hott Johansen Øystein Kristiansen Jørgen Rostrup           | Frankreich François Gonon Damien Renard Thierry Gueorgiou                          | Schweiz Matthias Merz Marc Lauenstein Daniel Hubmann                            |
| 2006 | Russland Roman Jefimow Andrei Chramow Walentin Nowikow                     | Finnland Mats Haldin Jarkko Huovila Jani Lakanen                                   | Schweden Niclas Jonasson Emil Wingstedt Mattias Karlsson                        |
| 2007 | Russland Roman Jefimow Andrei Chramow Walentin Nowikow                     | Schweden Peter Oberg David Andersson Emil Wingstedt                                | Finnland Mats Haldin Pasi Ikonen Tero Fohr                                      |
| 2008 | Vereinigtes Königreich Graham Gristwood Jon Duncan Jamie Stevenson         | Russland Dmitri Zwetkow Andrei Chramow Walentin Nowikow                            | Schweiz Baptiste Rollier Matthias Merz Daniel Hubmann                           |
| 2009 | Schweiz Baptiste Rollier Daniel Hubmann Matthias Merz                      | Russland Dmitri Zwetkow Walentin Nowikow Andrei Chramow                            | Finnland Topi Anjala Tero Föhr Mats Haldin                                      |
| 2010 | Russland Andrei Chramow Dmitri Zwetkow Walentin Nowikow                    | Norwegen Carl Waaler Kaas Audun Weltzien Olav Lundanes                             | Schweiz Daniel Hubmann Matthias Müller Matthias Merz                            |
| 2011 | Frankreich Philippe Adamski François Gonon Thierry Gueorgiou               | Norwegen Carl Waaler Kaas Anders Nordberg Olav Lundanes                            | Schweden Anders Holmberg Olle Boström David Andersson                           |
| 2012 | Tschechien Tomáš Dlabaja Jan Šedivý Jan Procházka                          | Norwegen Magne Dæhli Carl Waaler Kaas Olav Lundanes                                | Schweden Jonas Leandersson Peter Öberg Anders Holmberg                          |
| 2013 | Russland Leonid Nowikow Walentin Nowikow Dmitri Zwetkow                    | Schweden Anders Holmberg Peter Öberg Gustav Bergman                                | Ukraine Pawlo Uschkwarok Oleksandr Kratow Dennis Schtscherbakow                 |
| 2014 | Schweden Jonas Leandersson Fredrik Johansson Gustav Bergman                | Schweiz Fabian Hertner Daniel Hubmann Matthias Kyburz                              | Frankreich Frédéric Tranchand François Gonon Thierry Gueorgiou                  |
| 2015 | Schweiz Fabian Hertner Daniel Hubmann Matthias Kyburz                      | Norwegen Øystein Kvaal Østerbø Carl Godager Kaas Magne Dæhli                       | Frankreich Vincent Coupat Lucas Basset Frédéric Tranchand                       |
| 2016 | Norwegen Carl Godager Kaas Olav Lundanes Magne Dæhli                       | Schweiz Fabian Hertner Daniel Hubmann Matthias Kyburz                              | Schweden Fredrik Bakkman Gustav Bergman William Lind                            |
| 2017 | Norwegen Eskil Kinneberg Olav Lundanes Magne Dæhli                         | Frankreich Frédéric Tranchand Lucas Basset Thierry Gueorgiou                       | Schweden Johan Runesson William Lind Gustav Bergman                             |
| 2018 | Norwegen Hallan Steiwer Gaute Eskil Kinneberg Magne Dæhli                  | Schweiz Florian Howald Daniel Hubmann Matthias Kyburz                              | Frankreich Nicolas Rio Lucas Basset Frédéric Tranchand                          |
| 2019 | Schweden Johan Runesson Emil Svensk Gustav Bergman                         | Finnland Aleksi Niemi Elias Kuukka Miika Kirmula                                   | Frankreich Nicolas Rio Frédéric Tranchand Lucas Basset                          |
| 2021 | Schweden Albin Ridefelt William Lind Gustav Bergman                        | Norwegen Gaute Steiwer Kasper Harlem Fosser Eskil Kinneberg                        | Schweiz Martin Hubmann Florian Howald Matthias Kyburz                           |
| 2023 | Schweiz Daniel Hubmann Joey Hadorn Matthias Kyburz                         | Finnland Topi Syrjäläinen Olli Ojanaho Miika Kirmula                               | Schweden Albin Ridefelt Gustav Bergman Emil Svensk                              |

### Damen
| Jahr | Gold                                                                              | Silber                                                                          | Bronze                                                                           |
| ---- | --------------------------------------------------------------------------------- | ------------------------------------------------------------------------------- | -------------------------------------------------------------------------------- |
| 1966 | Schweden Kerstin Granstedt Eivor Steen-Olsson Gunvor Åhling                       | Finnland Anja Meldo Pirjo Ruotsalainen Raila Hovi                               | Norwegen Astrid Hansen Ragnhild Kristensen Ingrid Thoresen                       |
| 1968 | Norwegen Astrid Rødmyr Astrid Hansen Ingrid Hadler                                | Schweden Gun-Britt Nyberg Kerstin Granstedt Ulla Lindkvist                      | Finnland Pirjo Seppä Tuula Hovi Raila Kerkelä                                    |
| 1970 | Schweden Birgitta Larsson Eivor Steen-Olsson Ulla Lindkvist                       | Ungarn Magda Horváth Ágnes Hegedűs Sarolta Monspart                             | Norwegen Astrid Rødmyr Kristin Danielsen Ingrid Hadler                           |
| 1972 | Finnland Sinikka Kukkonen Pirjo Seppä Liisa Veijalainen                           | Schweden Brigitta Johansson Ulla Lindkvist Birgitta Larsson                     | Tschechoslowakei Naďa Mertová Renata Vlachová Anna Handzlová                     |
| 1974 | Schweden Birgitta Larsson Monica Andersson Kristin Cullman                        | Norwegen Kristin Danielsen Ingrid Hadler Linda Verde                            | Tschechoslowakei Dana Procházková Anna Handzlová Renata Vlachová                 |
| 1976 | Schweden Ingrid Ohlsson Kristin Cullman Anne Lundmark                             | Finnland Outi Borgenström Sinikka Kukkonen Liisa Veijalainen                    | Ungarn Irén Rostás Magda Kovács Sarolta Monspart                                 |
| 1978 | Finnland Outi Borgenström Marita Ruoho Liisa Veijalainen                          | Schweden Eva Moberg Karin Rabe Kristin Cullman                                  | Schweiz Ruth Baumberger Ruth Humbel Hanni Fries                                  |
| 1979 | Finnland Leena Silvennoinen Leena Salmenkylä Liisa Veijalainen                    | Norwegen Anne Berit Eid Astrid Carlson Brit Volden                              | Schweden Anna-Lena Axelsson Karin Rabe Monica Andersson                          |
| 1981 | Schweden Arja Hannus Barbro Lönnkvist Karin Rabe Annichen Kringstad               | Finnland Helena Mannervesi Marita Ruoho Liisa Veijalainen Outi Borgenström      | Schweiz Ruth Schmid Annelies Meier Irene Bucher Ruth Humbel                      |
| 1983 | Schweden Karin Rabe Marita Skogum Kerstin Månsson Annichen Kringstad              | Tschechoslowakei Iva Kalibánová Eva Bártová Jana Hlaváčová Ada Kuchařová        | Dänemark Mette Filskov Hanne Birke Karin Jexner Dorthe Hansen                    |
| 1985 | Schweden Karin Rabe Christina Blomqvist Kerstin Månsson Annichen Kringstad        | Norwegen Ragnhild Bratberg Hilde Tellesbø Helle Johansen Ellen Sofie Olsvik     | Schweiz Susanne Luscher Frauke Sonderegger-Bandixen Brigitte Zurcher Ruth Humbel |
| 1987 | Norwegen Ragnhild Bratberg Ragnhild Bente Andersen Ellen Sofie Olsvik Brit Volden | Schweden Arja Hannus Katarina Borg Marita Skogum Karin Rabe                     | Tschechoslowakei Iva Kalibánová Iva Slaninová Ada Kuchařová Jana Galíková        |
| 1989 | Schweden Karin Rabe Arja Hannus Kerstin Haglund Marita Skogum                     | Tschechoslowakei Petra Wagnerová Jana Cieslarová Ada Kuchařová Jana Galíková    | Finnland Marja Liisa Portin Ulla Mänttäri Annika Viilo Eija Koskivaara           |
| 1991 | Schweden Arja Hannus Christina Blomqvist Marlena Jansson Marita Skogum            | Norwegen Hanne Sandstad Heidi Arnesen Ragnhild Bratberg Ragnhild Bente Andersen | Tschechoslowakei Marcela Kubatková Jana Galíková Ada Kuchařová Jana Cieslarová   |
| 1993 | Schweden Anette Nilsson Marlena Jansson Anna Bogren Marita Skogum                 | Finnland Johanna Tiira Kirsi Tiira Annika Viilo Eija Koskivaara                 | Tschechien Petra Novotná Mária Honzová Marcela Kubatková Jana Cieslarová         |
| 1995 | Finnland Kirsi Tiira Reetta-Mari Kolkkala Eija Koskivaara Annika Viilo            | Schweden Anette Granstedt Maria Gustafsson Anna Bogren Marlena Jansson          | Tschechien Petra Novotná Mária Honzová Marcela Kubatková Jana Cieslarová         |
| 1997 | Schweden Anna Bogren Gunilla Svärd Cecilia Nilsson Marlena Jansson                | Norwegen Torunn Fossli Sæthre Elisabeth Ingvaldsen Hanne Sandstad Hanne Staff   | Schweiz Brigitte Wolf Marie-Luce Romanens Vroni König Sabrina Meister-Fesseler   |
| 1999 | Norwegen Birgitte Husebye Elisabeth Ingvaldsen Hanne Sandstad Hanne Staff         | Finnland Reeta-Mari Kolkkala Sanna Nymalm Kirsi Tiira Johanna Asklöf            | Schweden Katarina Allberg Marlena Jansson Annette Granstedt Gunilla Svärd        |
| 2001 | Finnland Reeta Kolkkala Liisa Anttila Marika Mikkola Johanna Asklöf               | Schweden Katarina Allberg Jenny Johansson Cecilia Nilsson Gunilla Svärd         | Norwegen Birgitte Husebye Linda Antonsen Elisabeth Ingvaldsen Hanne Staff        |
| 2003 | Schweiz Brigitte Wolf Vroni König-Salmi Simone Luder                              | Schweden Gunilla Svärd Karolina Arewång-Højsgaard Jenny Johansson               | Norwegen Elisabeth Ingvaldsen Birgitte Huseby Hanne Staff                        |
| 2004 | Schweden Gunilla Svärd Jenny Johansson Karolina Arewång-Højsgaard                 | Finnland Marika Mikkola Minna Kauppi Heli Jukkola                               | Norwegen Birgitte Husebye Elisabeth Ingvaldsen Hanne Staff                       |
| 2005 | Schweiz Lea Müller Vroni König-Salmi Simone Niggli-Luder                          | Norwegen Marianne Andersen Marianne Riddervold Anne Margrethe Hausken           | Schweden Jenny Johansson Karolina Arewång-Højsgaard Emma Engstrand               |
| 2006 | Finnland Paula Haapakoski Heli Jukkola Minna Kauppi                               | Schweden Jenny Johansson Kajsa Nilsson Karolina Arewång-Højsgaard               | Schweiz Martina Fritschy Vroni König-Salmi Simone Niggli-Luder                   |
| 2007 | Finnland Paula Haapakoski Heli Jukkola Minna Kauppi                               | Schweden Annika Billstam Emma Engstrand Helena Jansson                          | Norwegen Ingunn Hultgreen Weltzien Marianne Andersen Anne Margrethe Hausken      |
| 2008 | Finnland Katri Lindeqvist Merja Rantanen Minna Kauppi                             | Russland Galina Winogradowa Julija Nowikowa Tatjana Rjabkina                    | Schweden Annika Billstam Sofie Johansson Helena Jansson                          |
| 2009 | Norwegen Betty Ann Nilsen Anne Margrethe Hausken Marianne Andersen                | Schweden Karolina Arewång-Højsgaard Kajsa Nilsson Helena Jansson                | Finnland Bodil Holmström Merja Rantanen Minna Kauppi                             |
| 2010 | Finnland Anni-Maija Fincke Merja Rantanen Minna Kauppi                            | Norwegen Elise Egseth Anne Margrethe Hausken Marianne Andersen                  | Schweden Annika Billstam Emma Claesson Helena Jansson                            |
| 2011 | Finnland Anni-Maija Fincke Merja Rantanen Minna Kauppi                            | Tschechien Martina Zverinova Eva Juřeníková Dana Brožková                       | Schweden Helena Jansson Tove Alexandersson Annika Billstam                       |
| 2012 | Schweiz Ines Brodmann Judith Wyder Simone Niggli-Luder                            | Schweden Annika Billstam Helena Jansson Tove Alexandersson                      | Norwegen Silje Ekroll Jahren Mari Fasting Anne Margrethe Hausken                 |
| 2013 | Norwegen Heidi Bagstevold Mari Fasting Anne Margrethe Hausken                     | Finnland Venla Niemi Anni-Maija Fincke Minna Kauppi                             | Schweiz Sara Lüscher Judith Wyder Simone Niggli-Luder                            |
| 2014 | Schweiz Sara Lüscher Sabine Hauswirth Judith Wyder                                | Dänemark Emma Klingenberg Ida Bobach Maja Møller Alm                            | Schweden Helena Jansson Annika Billstam Tove Alexandersson                       |
| 2015 | Dänemark Maja Møller Alm Ida Bobach Emma Klingenberg                              | Norwegen Heidi Bagstevold Mari Fasting Anne Margrethe Hausken Nordberg          | Schweden Helena Jansson Annika Billstam Emma Johansson                           |
| 2016 | Russland Anastasia Rudnaya Swetlana Mironowa Natalia Gemperle                     | Dänemark Signe Klinting Ida Bobach Maja Alm                                     | Finnland Sari Anttonen Marika Teini Merja Rantanen                               |
| 2017 | Schweden Emma Johansson Helena Jansson Tove Alexandersson                         | Russland Anastasia Rudnaya Swetlana Mironowa Natalia Gemperle                   | Finnland Venla Harju Marika Teini Merja Rantanen                                 |
| 2018 | Schweiz Elena Roos Julia Jakob Judith Wyder                                       | Schweden Helena Bergman Karolin Ohlsson Tove Alexandersson                      | Russland Anastasia Rudnaya Tatyana Riabkina Natalia Gemperle                     |
| 2019 | Schweden Lina Strand Tove Alexandersson Karolin Ohlsson                           | Schweiz Sabine Hauswirth Simona Aebersold Julia Jakob                           | Russland Anastasia Rudnaya Tatyana Riabkina Natalia Gemperle                     |
| 2021 | Schweden Lisa Risby Sara Hagström Tove Alexandersson                              | Schweiz Elena Roos Sabine Hauswirth Simona Aebersold                            | Norwegen Marie Olaussen Kamilla Steiwer Andrine Benjaminsen                      |
| 2023 | Schweden Hanna Lundberg Sara Hagström Tove Alexandersson                          | Schweiz Elena Roos Natalia Gemperle Simona Aebersold                            | Norwegen Marianne Andersen Marie Olaussen Andrine Benjaminsen                    |

## Ewiger Medaillenspiegel
Stand nach den Weltmeisterschaften 2023:
| Platz | Land                     | Gold | Silber | Bronze | Gesamt |
| ----- | ------------------------ | ---- | ------ | ------ | ------ |
| 1     | Schweden                 | 72   | 62     | 59     | 193    |
| 2     | Norwegen                 | 54   | 52     | 49     | 155    |
| 3     | Schweiz                  | 51   | 43     | 43     | 137    |
| 4     | Finnland                 | 24   | 44     | 34     | 102    |
| 5     | Frankreich               | 14   | 7      | 11     | 32     |
| 6     | Dänemark                 | 12   | 10     | 7      | 29     |
| 7     | Russland                 | 11   | 12     | 15     | 38     |
| 8     | Vereinigtes Königreich   | 5    | 8      | 6      | 19     |
| 9     | Tschechien               | 3    | 4      | 5      | 12     |
| 10    | Ungarn                   | 3    | 1      | 2      | 6      |
| 11    | Tschechoslowakei (ehem.) | 2    | 5      | 8      | 15     |
| 12    | Neutral                  | 2    | –      | –      | 2      |
| 13    | Ukraine                  | 1    | 4      | 4      | 9      |
| 14    | Österreich               | 1    | 1      | 1      | 3      |
| 15    | Lettland                 | 1    | –      | 2      | 3      |
| 16    | Australien               | 1    | –      | –      | 1      |
| 17    | Neuseeland               | –    | 1      | 1      | 2      |
| 18    | Belgien                  | –    | –      | 2      | 2      |
| 18    | Niederlande              | –    | –      | 2      | 2      |
| 18    | Sowjetunion (ehem.)      | –    | –      | 2      | 2      |
| 21    | Belarus                  | –    | –      | 1      | 1      |
| 21    | Deutschland              | –    | –      | 1      | 1      |
| 21    | Italien                  | –    | –      | 1      | 1      |

### WOC
- World Orienteering Championships 2004
- World Orienteering Championships 2005
- World Orienteering Championships 2006
- World Orienteering Championships 2007
- World Orienteering Championships 2008
- World Orienteering Championships 2009
- World Orienteering Championships 2010
- World Orienteering Championships 2011
- World Orienteering Championships 2012
- World Orienteering Championships 2013
- World Orienteering Championships 2014
- World Orienteering Championships 2015
- World Orienteering Championships 2016
- World Orienteering Championships 2017
- World Orienteering Championships 2018
- World Orienteering Championships 2019
- World Orienteering Championships 2021
- World Orienteering Championships 2022
- World Orienteering Championships 2023
- World Orienteering Championships 2024

Fiskars 1966 |
Linköping 1968 |
Eisenach 1970 |
Jičín1972 |
Silkeborg 1974 |
Aviemore 1976 |
Kongsberg 1978 |
Tampere 1979 |
Thun 1981 |
Zalaegerszeg 1983 |
Bendigo 1985 |
Gérardmer 1987 |
Skaraborg 1989 |
Mariánské Lázně 1991 |
West Point 1993 |
Detmold 1995 |
Grimstad 1997 |
Inverness 1999 |
Tampere 2001 |
Rapperswil 2003 |
Västerås 2004 |
Aichi 2005 |
Århus 2006 |
Kiew 2007 |
Olomouc 2008 |
Miskolc 2009 |
Trondheim 2010 |
Savoie 2011 |
Lausanne 2012 |
Vuokatti 2013 |
Trient & Venetien 2014 |
Inverness 2015 |
Strömstad & Tanum 2016 |
Tartu 2017 |
Riga & Sigulda 2018 |
Østfold 2019 |
Dänemark 2020 |
Doksy 2021 |
Dänemark 2022 |
Graubünden 2023 |
Edinburgh 2024 |
Kupio 2025 |
Genua 2026